# Вулиця Комунарів (Іжевськ)
Ву́лиця Комуна́рів — одна з вулиць столиці Удмуртії міста Іжевська.
Розташована в Індустріальному, Октябрському та Первомайському районах Іжевська.
Вулиця простягається від вулиці Карла Лібкнехта до Сєвєрного перевулку.

## З історії вулиці
До 1918 року називалася — Десята вулиця, 13 грудня 1918 року перейменована у вулицю Бідноти.
16 жовтня 1937 року згідно з рішенням Іжевського міськвиконкому дістала свою сучасну назву — вулиця Комунарів.

## Транспорт
Вулицею Комунарів не пролягає жоден маршрут іжевського комунального громадського транспорту: 

## Об'єкти
Прикметні будівлі і споруди на вулиці:
- № 144 — школа № 48;
- № 200 — школа № 66;
- № 281 — Іжевська державна медична академія;
- № 287 — Національний музей Удмуртської Республіки імені Кузебая Герда, історична будівля Іжевського Арсеналу;
- № 349 — військова прокуратура Ижевського гарнізону;
- № 367 — Управління Федеральної податкової служби Росії по Удмуртській Республіці;
- на розі з вулицею Совєтською розташований пам'ятник «Крокодил».